# جامعة تيلبورغ
جامعة تيلبورغ (بالإنجليزية: Tilburg University)‏ هي جامعة كاثوليكية، تأسست في 1926، في هولندا، وهي عضوة في اتحاد جامعات هولندا ‏.